# Dyrøy
Dyrøy ist eine Kommune im norwegischen Fylke Troms. Die Kommune hat 1069 Einwohner (Stand: 1. Januar 2025). Verwaltungssitz ist die Ortschaft Brøstadbotn.

## Geografie

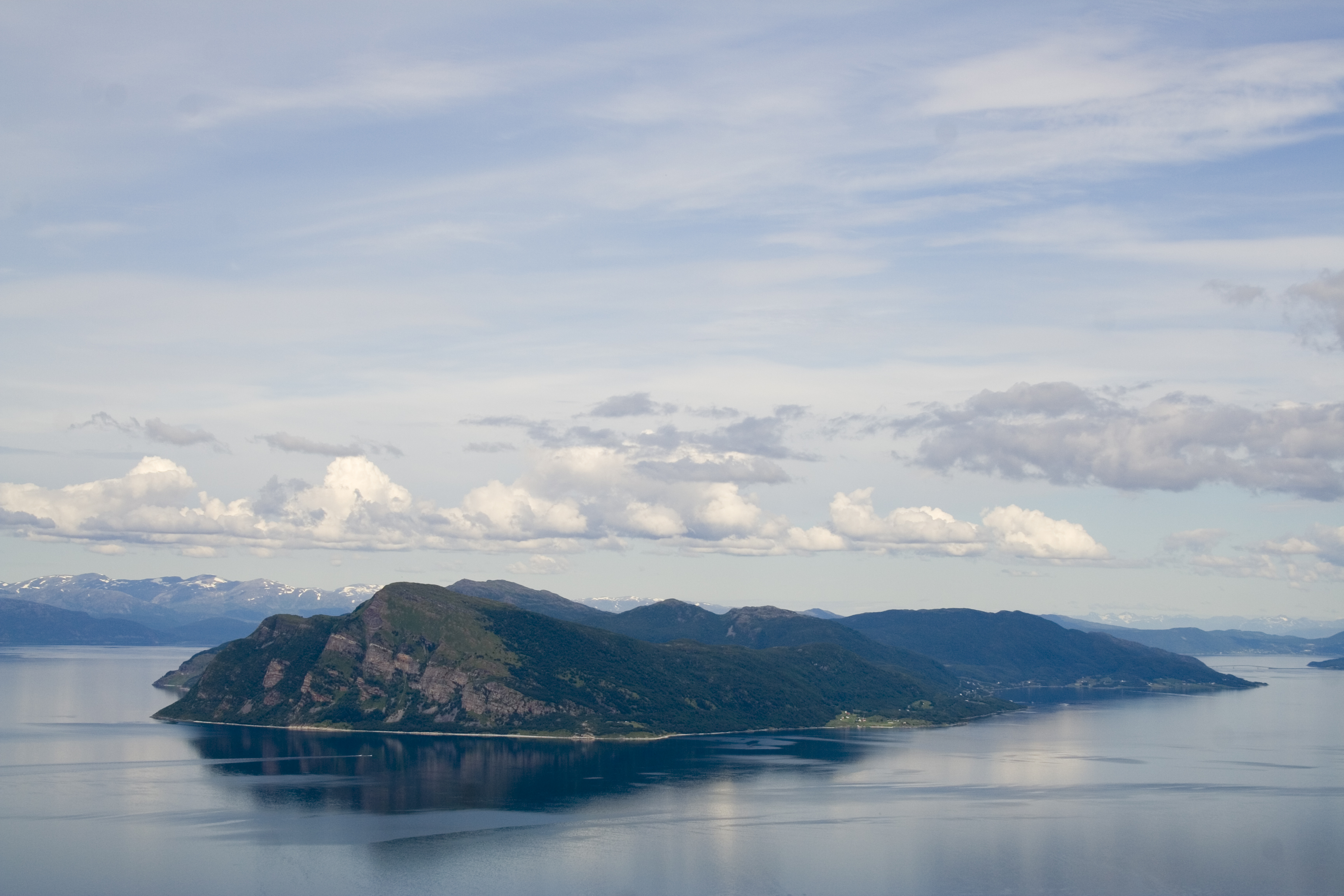
Insel Dyrøya von Süden aus gesehen

Die Gemeinde grenzt im Osten an Sørreisa und im Süden an Salangen. Des Weiteren bestehen im Meer Grenzen zu Ibestad und Senja. Zum Gemeindegebiet gehört im Westen die Insel Dyrøya sowie ein flächenmäßig größerer Bereich auf dem Festland. Die beiden Gebiete sind durch die Meerenge Dyrøysund getrennt, welche einen Teil des Solbergfjords darstellt. Der Solbergfjord stellt die Nordgrenze von Dyrøy dar, weiter südlich befindet sich der Vågsfjord. Der südlichste Punkt der Kommune liegt am Mjøsund, einer Meerenge, die den Vågsfjord mit dem Fjord Salangen verbindet. Im Osten der Gemeinde liegt der See Skøvatnet.
Die Gemeinde ist von Bergen geprägt, lediglich der Küstenbereich hat einen schmaleren flachen Bereich. Vom Verwaltungszentrum Brøstadbotn am Ufer des Dyrøysunds aus führt das Tal Bjøkebakkdalen weiter in den Süden. Die Erhebung Løksetinden (samisch: Leakšogáisá) im Süden des Festlandgebietes ist mit einer Höhe von 1239,5 moh. die höchste der Kommune. Beim 1119 moh. hohen Berg Snøfjellet (Lovkosčohkka) weiter im Osten liegen zwei kleinere Gletscher.

## Einwohner
Die dichteste Besiedlung der Gemeinde befindet sich an beiden Uferseiten des Dyrøysunds sowie im Tal Bjørkebakkdalen. Im nördlichen Bereich der Meerenge liegt auf dem Festland das Verwaltungszentrum Brøstadbotn, auf der Insel Dyrøya liegt der mit der Kommune gleichnamige kleinere Ort Dyrøy. In der gesamten Gemeinde gibt es keine Tettsteder, also keine Ansiedlungen, die für statistische Zwecke als eine städtische Siedlung gewertet werden.
Die Einwohner der Gemeinde werden Dyrøyværing genannt. Offizielle Schriftsprache ist Bokmål, also die weiter verbreitete der beiden norwegischen Sprachformen.
| Jahr          | 1986 | 1990 | 1995 | 2000 | 2005 | 2010 | 2015 | 2020 | 2025 |
| ------------- | ---- | ---- | ---- | ---- | ---- | ---- | ---- | ---- | ---- |
| Einwohnerzahl | 1706 | 1587 | 1468 | 1337 | 1288 | 1233 | 1154 | 1083 | 1069 |

## Geschichte
Die Gemeinde Dyrøy wurde zum 1. September 1886 gegründet, als die damalige Kommune Tranøy in Sørreisa, Tranøy und Dyrøy aufgespalten wurde. Dyrøy hatte zum Zeitpunkt der Gründung 1281 Einwohner. Zum 1. Januar 1964 wurde das Festlandsgebiet von Tranøy mit damals 382 Bewohnern an Dyrøy überführt.

## Wirtschaft und Infrastruktur

### Verkehr

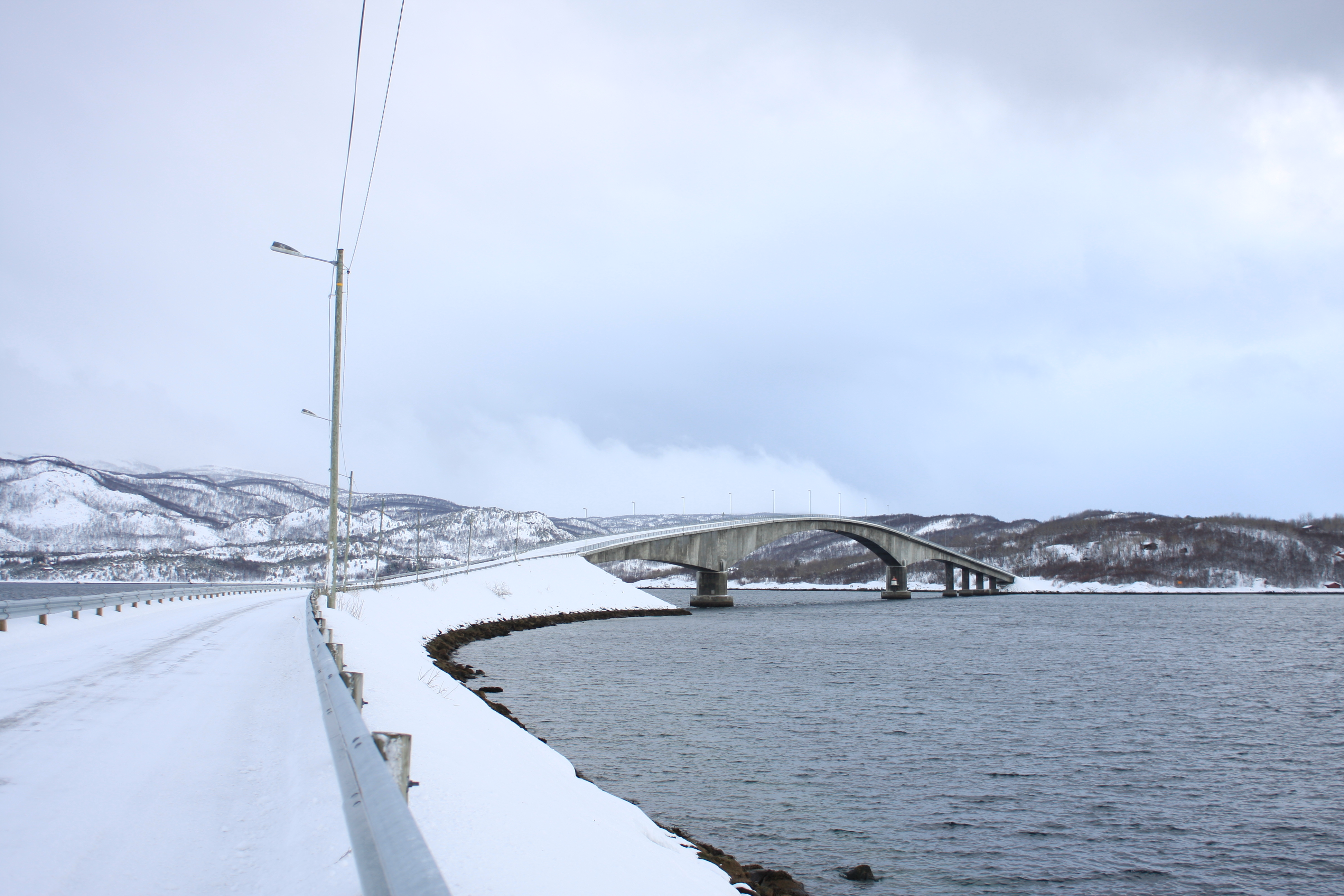
Dyrøybrua, Blick von Osten

Die Insel Dyrøya ist durch die Brücke Dyrøybrua (Dyrøybrücke) mit dem Festland verbunden. Sie führt von der Nordspitze der Insel Dyrøya in die Nähe von Brøstadbotn. Von dort aus führen verschiedene Straßen in unterschiedliche Richtungen. Der Fylkesvei 84 stellt die Verbindung zur Europastraße 6 (E6) her. Der Fylkesvei verläuft dabei zunächst von Salangen im Süden kommend durch das Bjørkebakkdalen, bevor er vor Brøstadbotn nach Osten abknickt und am Skøvatnet vorbei nach Sørreisa übergeht. An beiden Seiten des Dyrøysunds befindet sich jeweils eine Straßenverbindung.

### Wirtschaft
In der Vergangenheit war die Wirtschaft vor allem durch Fischerei und Landwirtschaft geprägt, oft in Kombination. Vor allem die Anzahl der in der Fischerei tätigen Menschen ist aber seit Längerem rückläufig. Die Landwirtschaft richtet sich größtenteils auf die Tierhaltung aus. Es werden unter anderem Rinder und Schafe gehalten. Wichtigste Industriebranche ist die elektronische Industrie sowie die Lebensmittelproduktion mit je einem größeren Betrieb in Brøstadbotn. Im Jahr 2019 arbeiteten von 479 Arbeitstätigen 285 in Dyrøy selbst, die weiteren verteilten sich auf die heutige Kommune Senja sowie Salangen, Sørreisa und Tromsø.

## Kultur
Das Dyrøy bygdemuseum ist ein Freilichtmuseum in Bjørkebakken soll das Leben der Fischer zeigen. In Brøstadbotn befindet sich außerdem das Arvid-Hanssen-senteret, das an den auf der Insel Senja geborenen Schriftsteller Arvid Hanssen erinnern soll. In der Ortschaft Dyrøy liegt die Dyrøy kirke, eine Holzkirche aus dem Jahr 1880. Die Holzkirche Brøstad kirke in Brøstadbotn wurde 1937 erbaut.

## Name und Wappen
Das seit 1986 offizielle Wappen der Kommune zeigt einen silbernen Fuchs auf blauem Hintergrund. Im Jahr 1933 wurde in der Kommune der erste Silberfuchs Norwegens registriert.
Dyrøy wurde bereits etwa im Jahr 1430 unter seinem heutigen Namen erwähnt. Der Name setzt sich aus den beiden Bestandteilen dyr (deutsch „Tier“) und -øy (deutsch „Insel“) zusammen, wobei die namensgebenden Tiere wohl Rentiere waren. Der Name Dyrøy wird für mehrere Inseln in Norwegen genutzt.